# Almania
Almania ist eine deutsche Comedyserie des Schauspielers und Comedians Phil Laude. Sie wurde das erste Mal am 17. März 2021 in der ARD-Mediathek veröffentlicht.

## Handlung
Der 28-jährige Lehrer Frank Stimpel ist überkorrekt, regelbesessen, genau und laktoseintolerant, ein sogenannter Alman. Wegen eines rassistischen Spruchs wird Stimpel an eine Gesamtschule in Stuttgart versetzt und muss sich dort mit pädagogischen Härtefällen auseinandersetzen.
In Almania werden aktuelle Themen wie Bildung und Chancengleichheit auf satirische und humorvolle Weise angesprochen.

## Besetzung

### Lehrer
| Schauspieler     | Rollenname                                   | Rolle (Folgen) | Jahre |
| ---------------- | -------------------------------------------- | -------------- | ----- |
| Phil Laude       | Frank Stimpel                                | 1–             | 2021– |
| Zejhun Demirov   | Yunus Firat                                  | 1–             | 2021– |
| Dela Debulamanzi | Aminata Müller (Stellvertretende Direktorin) | 1–             | 2021– |
| Pegah Ferydoni   | Sahra Nouri                                  | 1–             | 2021– |
| Sina Tkotsch     | Lisa-Britt Hoffmann                          | 1–             | 2021– |
| Ludger Pistor    | Werner Leibrand (Direktor)                   | 1–             | 2021– |
| Johannes Zeiler  | Swami Vishnu Sagwahn (Schulpsychologe)       | 1–             | 2021– |
| Milton Welsh     | Klaus Schröder (Hausmeister)                 | 1–             | 2021– |

### Schüler
| Schauspieler         | Rollenname                     | Rolle (Folgen) | Jahre     |
| -------------------- | ------------------------------ | -------------- | --------- |
| Mathilda Smidt       | Annika Nouri                   | 1–             | 2021–     |
| Samirah Breuer       | Leyla Malek                    | 1–4            | 2021–2023 |
| Mido Kotaini         | Osman                          | 1–             | 2021–     |
| Jansel Dogan         | Dilara                         | 1–             | 2021–     |
| Vincent Hahnen       | Trip (Tristan Magnus Petersen) | 1–             | 2021–     |
| Leonid Roth          | Niko                           | 1–             | 2021–     |
| Tim Valerian Alberti | Robert                         | 1–             | 2021–     |
| Derya Dilber         | Kira                           | 4–             | 2023–     |

## Produktion
Die beiden Pilotfolgen wurden in acht Drehtagen an der ehemaligen Realschule in Würselen, nahe Aachen, gedreht.
Im Juli 2022 wurde die Fortsetzung der 1. Staffel angekündigt. Die restlichen Folgen der ersten Staffel erschienen am 20. April 2023 in der ARD-Mediathek.
Eine 2. Staffel wurde am 21. April 2023 von Phil Laude angekündigt. Die insgesamt acht Folgen der 2. Staffel erschienen am 19. April 2024 in der ARD-Mediathek.
Im Juni 2024 wurde eine 3. Staffel angekündigt. Sie soll 2025 erscheinen.

## Episodenliste

### Staffel 1
| Nr. (ges.) | Nr. (St.) | Originaltitel     | Erstausstrahlung | Regie          | Drehbuch                                            |
| ---------- | --------- | ----------------- | ---------------- | -------------- | --------------------------------------------------- |
| 1          | 1         | Herzvoll          | 17. März 2021    | Marc Schießer  | Phil Laude, Marc Schießer, Elmar Freels, Pesh Ramin |
| 2          | 2         | Aggro             | 17. März 2021    | Marc Schießer  | Phil Laude, Marc Schießer, Elmar Freels, Pesh Ramin |
| 3          | 3         | Robotik AG        | 20. Apr. 2023    | David Gruschka | Elmar Freels, Fabi Rommel                           |
| 4          | 4         | Kummerkasten      | 20. Apr. 2023    | David Gruschka | Elmar Freels, Jennifer Bentz                        |
| 5          | 5         | Die coolste Socke | 20. Apr. 2023    | David Gruschka | Elmar Freels, Pesh Ramin                            |
| 6          | 6         | Schulbasar        | 20. Apr. 2023    | David Gruschka | Elmar Freels, Fabi Rommel                           |
| 7          | 7         | Alpha Alman       | 20. Apr. 2023    | David Gruschka | Elmar Freels, Thomas Mielmann                       |
| 8          | 8         | Safety First      | 20. Apr. 2023    | David Gruschka | Elmar Freels                                        |
| 9          | 9         | Im deutschen Wald | 20. Apr. 2023    | David Gruschka | Elmar Freels, Thomas Mielmann                       |
| 10         | 10        | High School       | 20. Apr. 2023    | David Gruschka | Elmar Freels, Jennifer Bentz                        |

### Staffel 2
| Nr. (ges.) | Nr. (St.) | Originaltitel                | Erstausstrahlung | Regie          | Drehbuch                                           | Gastdarsteller                                    |
| ---------- | --------- | ---------------------------- | ---------------- | -------------- | -------------------------------------------------- | ------------------------------------------------- |
| 11         | 1         | Der Discofuchs               | 18. Apr. 2024    | David Gruschka | Thomas Mielmann, Brix Vinzent Koethe, (Phil Laude) | Telat Kus                                         |
| 12         | 2         | Berufsorientierung           | 18. Apr. 2024    | David Gruschka | Thomas Mielmann, Brix Vinzent Koethe, (Phil Laude) | Vu Hamy Nguyen, Marie Opitz                       |
| 13         | 3         | Auge um Auge                 | 18. Apr. 2024    | David Gruschka | Thomas Mielmann, Brix Vinzent Koethe, (Phil Laude) | Telat Kus                                         |
| 14         | 4         | Sexualkunde                  | 18. Apr. 2024    | David Gruschka | Thomas Mielmann, Lena Liebkind (Phil Laude)        | Melissa Gross, Marie Opitz                        |
| 15         | 5         | Spuk in Raum K13             | 18. Apr. 2024    | David Gruschka | Thomas Mielmann, (Phil Laude)                      | Melissa Gross                                     |
| 16         | 6         | Männergefühle                | 18. Apr. 2024    | David Gruschka | Thomas Mielmann, (Phil Laude)                      | Manuel Santos Gelke                               |
| 17         | 7         | Osmans Eleven                | 18. Apr. 2024    | David Gruschka | Thomas Mielmann, Niklas Marxen, (Phil Laude)       | Melissa Gross                                     |
| 18         | 8         | Große Gefühle bei den Almans | 18. Apr. 2024    | David Gruschka | Thomas Mielmann, Jennifer Bentz (Phil Laude)       | Melissa Gross, Egzona Fetahaj, Dominikus Weileder |